# احمدآباد (کبودرآهنگ)
احمدآباد (کبودرآهنگ)، روستایی از توابع بخش مرکزی شهرستان کبودرآهنگ در استان همدان ایران است.

## جمعیت
این روستا در دهستان سرداران قرار دارد و براساس سرشماری مرکز آمار ایران در سال ۱۳۹۵، جمعیت آن ۵۹۷ نفر (۱۷۷ خانوار) بوده‌است.